# Brigitta Gadient
Brigitta Gadient, née le 14 mars 1960 à Coire (originaire du même lieu et de Trimmis), est une personnalité politique suisse du canton des Grisons, membre de l'Union démocratique du centre, puis du Parti bourgeois-démocratique.
Elle est députée au Conseil national de 1995 à 2011.

## Biographie
Brigitta Maria Gadient naît le 14 mars 1960 à Coire, dans le canton des Grisons. Elle est originaire du même lieu et de Trimmis, dans la région de Landquart, au nord-est du canton. Elle est la fille du conseiller national Ulrich Gadient et la petite-fille du conseiller aux États Andreas Gadient. Elle a une sœur et grandit à Coire.
Après ses études de droit, elle décroche comme premier emploi un poste de juriste au secrétariat général de l'UDC à Berne.
Elle travaille comme secrétaire de commission pour les Services du Parlement jusqu'à son accession au Conseil national en 1995,. Elle dirige parallèlement à ses mandats politiques un bureau à Coire donnant des conseils juridiques et des conseils d'organisation.
Après avoir mis un terme à sa vie politique, elle devient présidente de la Haute école spécialisée des Grisons en 2017 et vice-présidente de la Croix-Rouge suisse en 2019.
Elle est nommée présidente de Suisse Tourisme en novembre 2019 par le Conseil fédéral. Elle est la première femme à ce poste, où elle succède à Jean-François Roth au 1er janvier 2020.

## Parcours politique
Brigitta Gadient est membre de l'Union démocratique du centre (UDC) puis du Parti bourgeois-démocratique (PBD) à partir de fin 2008.
Elle est candidate au Conseil national lors des élections fédérales de 1987 et de 1991, mais n'est pas élue. Elle accède cependant au Conseil national en janvier 1995, en raison de la démission de son colistier Simeon Bühler (de). Elle est la deuxième Grisonne à siéger au Conseil national et en est alors, à 34 ans, la benjamine. Elle siège au sein de la Commission de la science, de l'éducation et de la culture (CSEC), qu'elle préside de 1998 à 1999 et de la Commission de gestion (CdG) à partir de juin 2006. Elle préside également le groupe bourgeois-démocratique de l'Assemblée fédérale à sa création en 2009.
Elle est la meilleure élue de la liste UDC lors des élections fédérales de 2007. La même année, elle est candidate officielle de la section grisonne de son parti pour la succession d'Annemarie Huber-Hotz au poste de chancelier de la Confédération.
En octobre 2010, elle annonce son retrait définitif de la politique.

### Positionnement politique
Elle se définit comme une centriste. Femme d'ouverture, héritière de l'ancien Parti démocratique des Grisons, elle est souvent en porte-à-faux avec son parti national, et en particulier Christoph Blocher, qui l'empêche notamment d'accéder à la présidence du Conseil national. Elle soutient contre l'avis de son parti national l'Espace économique européen puis tous les accords bilatéraux avec l'Union européenne, l'adhésion à l'Organisation des Nations unies et, en 2004, l'assurance-maternité.